# فرناندو غارسيا (مبارز بالسيف)
فرناندو غارسيا (بالإسبانية: Fernando García Bilbao)‏ هو مبارز بالسيف إسباني، (ولد في مدريد في إسبانيا 1889  م).

## وصلات خارجية
- فرناندو غارسيا على موقع أوليمبيديا (الإنجليزية)